# Loyal Order of Moose
La Loyal Order of Moose, (en català: l'orde lleial dels ants) es una organització fraternal de servei que va ser fundada en l'any 1888, té prop d'un milió de membres en aproximadament 2,400 lògies. Moose International està present als Estats Units d'Amèrica, a 4 províncies canadenques, i a les Bermudes, juntament amb la seva branca femenina, Women of the Moose, que compta amb més de 400,000 membres en prop de 1,600 capítols en les mateixes areas, i la Loyal Order of Moose a la Gran Bretanya, aquestes organitzacions formen part de Moose International. La seva caserna general es troba a Mooseheart, Illinois.
Moose International dona suport a l'operació Mooseheart Child City & School, una comunitat de 1,023 acres (4.14 km²) per a infants i adolescents amb necessitats, que es troba a 40 milles (64 km) cap a l'oest de Chicago, i Moosehaven, una comunitat residencial de 63 acres (250,000 m2) per als seus membres jubilats prop de Jacksonville, Florida. També, les lògies Moose i els capítols duen a terme un treball comunitari valorat en 75 milions de dòlars anuals (entre donatius monetaris i hores de treball voluntari). L'associació Moose duu a terme nombrosos programes recreatius i esportius, en les seves instal·lacions locals de cada lògia i/o capítol, que són anomenades Moose Family Center o bé Moose Activity Center, en la majoria d'estats de la Unió, i en les associacions provincials.